# Cachimbo Lake
Cachimbo Lake är en sjö i Bolivia.   Den ligger i departementet Beni, i den centrala delen av landet, 400 km norr om huvudstaden Sucre. Cachimbo Lake ligger 177 meter över havet. Arean är 26,6 kvadratkilometer. Den sträcker sig 5,5 kilometer i nord-sydlig riktning, och 8,0 kilometer i öst-västlig riktning.
I omgivningarna runt Cachimbo Lake växer i huvudsak städsegrön lövskog. Trakten runt Cachimbo Lake är nära nog obefolkad, med mindre än två invånare per kvadratkilometer.